# Аджамов, Кейкавус Юсиф оглы
Аджамов Кейкавус Юсифович (азерб. Əcəmov Keykavus Yusif oğlu; род. 14 августа 1941, Сураханы, Азербайджанская ССР – 11 декабря 2020, Баку, Азербайджан) — азербайджанский химик, доктор химических наук, профессор.

## Биография
Кейкавус Аджамов родился 14 августа 1941 года в Сураханах. В 1959 г. Кейкавус Аджамов окончил среднюю школу № 101.

### Научная, организаторская и педагогическая деятельность
Доктор химических наук, профессор, заслуженный преподаватель, Аджамов Кейкавус Юсифович, являлся известным ученым, область научных интересов которого включает в себя гетерогенный катализ, химию нефти и газа, а также технологию их переработки. Всю свою научную деятельность Аджамов К. Ю. посвятил физической химии, катализу, исследованиям в области научного подбора и приготовления катализаторов, исследованию каталитических превращений различных углеводородов, а также разработке процессов вторичной переработки тяжелых нефтяных остатков, с дальнейшим их внедрением в промышленность.
Кейкавус Аджамов стал заниматься наукой, ещё, будучи студентом I курса, на кафедре «Физической химии» под руководством проф. М. С. Беленького и Т. Г. Алхазова. В студенческие годы он работал в почтовом ящике № 2 (Институт олефинов). В 1964 г. он был награждён дипломом II степени на научной конференции студентов высших технических вузов в Московском Государственном институте нефти и газа им. И. М. Губкина.
Сразу по окончании института, Кейкавус Аджамов поступил в аспирантуру Азербайджанского института нефти и химии им. М. Азизбекова при кафедре «Физическая химия», а уже в 1969 г. досрочно защитил диссертацию на тему «Окислительная дегидрогенизация бутиленов в присутствии аммиака» по специальности «Физическая химия». В том же году решением ВАК СССР ему было присвоена ученая степень кандидата химических наук.
В 1968 году Кейкавус Аджамов поступил на работу в Азербайджанский институт химии и нефти им. М. Азизбекова на должность ассистента. Спустя год, в 1969 г., он был выбран старшим преподавателем кафедры «Физическая химия» и стал читать курс лекций студентам химико-технологического факультета по дисциплине «Физическая химия» и «Коллоидная химия».
В этот период времени Кейкавусу Аджамову удаётся совместить свои научные исследования с подготовкой молодых ученых-аспирантов.
В эти годы его научные статьи стали издаваться в таких известных во всём мире журналах как «Journal of Catalisis», «Успехи химии», «Проблемы кинетики и катализ», «Кинетика и катализ», «Reaction Kinet. and Catal. Lett», «Нефтехимия», «Физическая химия» и др. Им, совместно с руководителем лаборатории «Химическая физика» Академии Наук СССР проф. Крыловом О. В. и проф. Марголис Л. Я., были проведены целый ряд научных исследований. А итоги проведенной ими научной работы были опубликованы в журнале ДАН СССР.
В 1972 году Аджамов К. Ю. находился в командировке в Институте катализа в Новосибирске. Здесь он установил тесные научные связи с всемирно известным ученым в области катализа академиком Г. К. Боресковым. В том же году установилось научное сотрудничество с институтом Физической химии НАН Украины, налажены тесные контакты с член-корреспондентом НАН Украины Ю. В. Гороховатским. Результаты их совместных исследований были опубликованы в журнале ДАН УССР и др. журналах. В этих трех научных центрах были изучены физико-химические свойства молибдатов и закономерности превращений олефинов и кислородсодержащих соединений, что обогатило и внесло свой вклад в сферу катализа.
В 1973 году впервые между СССР и США была принята программа о сотрудничестве в сфере катализа, в которую было внесено научное направление Кейкавуса Аджамова «Исследование физико-химических каталитических свойств молибдатов». Начиная с этого момента, он становится участником всех значимых конференций по катализу.
С 1972 году в СССР регулярно проводится Всесоюзная конференция «Окислительный катализ», одним из основных организаторов и активных участников, которых становится Кейкавус Аджамов.
В результате проведенных исследований была показана зависимость между оптическими свойствами молибдатов и превращением олефинов в кислородсодержащие соединения. Одновременно, была найдена зависимость между электронными свойствами молибдатов и превращениями олефинов. На основании систематически проведенных исследований превращения олефинов и низкомолекулярных спиртов в кетоны и кислоты, был разработан механизм и предложена схема их превращений.
В 1973 году была защищена первая кандидатская работа, выполненная под руководством Аджамова К. Ю., на тему «Исследование превращения пропилена на Co-Mo-O катализаторе».
Научные исследования, проводимые в эти годы, проходили в тесном сотрудничестве с Институтом химической физики СССР (Москва). Вместе с этим, Кейкавусу Аджамову удалось совместить с научными исследованиями работу над несколькими учебными изданиями по физической и коллоидной химии, автором которых он является.
Академики Боресков Г. К., Миначев Х. М., Казанский В. Б. и профессор Хабер Е. (Президент Всемирного Комитета по катализу с 1982 по 1986 гг.) по приглашению Аджамова К. Ю. неоднократно принимали участие и выступали на Международных конференциях по окислитель-ному катализу, проводимых в Баку.
Кейкавус Аджамов является ученым, чьи глубокие научные познания своей специальности, являются следствием его широких научных интересов. Он являлся одним из участников проводимых исследовательских работ по изучению молибдатов (программа «ИНТАС»). Работа была выполнена совместно с учеными России (Киперман С. Л.), Италии (Трифиро Ф.), Испании (Корберан В. С.), Португалии (Портеле М. Ф.).
В связи с ем, что с 1989 года Кейкавус Аджамов возглавил кафедру «Химия и технология переработки нефти и газа», под его руководством начали проводиться работы по исследованию процессов переработки нефти в Азербайджане. Поиск путей рационального использования тяжелых нефтяных остатков лег в основу этих исследований. На основании указа Президента Азербайджанской Республики от 21.IX.2004 АР впервые были проведены систематические научные исследования тяжелых нефтяных остатков.
Впервые был разработан, а затем внедрен в производство на НПЗ «Аzərneftyağ», научно обоснованный процесс производства гидроизоляционных материалов различных сортов из тяжелых нефтяных остатков. На основе результатов, полученных в процессе комплексного изучения эффективных путей использования тяжелых нефтяных остатков, путем их научного обоснования, стало возможным их техническое применение:
— была предложена технологическая схема установки получения пека производительностью 25 тыс. тонн/год, с использованием продукта — пека в качестве связующего в производстве электродных и анодных масс;
— путем введения некоторых изменений в уже имеющуюся технологическую схему получения битума, было достигнуто улучшение эксплуатационных характеристик битумов.
В настоящее время в непрерывном режиме производится 200 тыс. тонн дорожного, 30 тыс. тонн строительного и 20 тыс. тонн битума специального назначения. Помимо этого, производятся по разработанной и внедренной в промышленность технологии битумные основы, антикоррозионные покрытия (10 тыс. тонн/год) и декоративные кровельные покрытия, отвечающие мировым стандартам по основным эксплуатационным показателям;
— разработана технология получения нефтекоксовых топливных брикетов, с использованием местного сырья.
С целью получения данного продукта внедрена в производство промышленная установка производительностью 40 тыс. тонн/год на НПЗ «Аzərneftyağ». Было показано, что использование брикетов, считающихся «топливом XXI» приводит к улучшению экологических и экономических показателей, по сравнению с традиционными дровами, каменным углем и др.видами топливами.
Начиная с 1989 года Кейкавус Аджамов. возглавлял лабораторию «Катализ в нефтепереработке» НИИ «Геотехнологические проблемы нефти, газа и химия». Здесь направлением его научно-исследовательской работы стала разработка новых и усовершенствование уже существующих каталитических процессов. Были проведены работы по подбору оптимального катализатора для процесса превращения углеводородных газов С1-С4, получаемых в процессах первичной и деструктивной переработки нефти в алифатические и ароматические углеводороды. Была предложена схема 2-х стадийного превращения олефинов и парафинов. Вместе с этим был предложен каталитический метод получения водорода из тяжелых нефтяных остатков.
В ходе исследований был синтезирован биметаллический катализатор процесса риформинга. Также был подобран промышленный катализатор для процесса получения ацетона и МЭК, широко используемых в нефтепереработке и нефтехимии, а также предложен механизм процесса. Впервые использование промышленных NiCr2O3/C и Ni/кизельгуре катализаторов позволило вести процесс получения ацетона и МЭК при более низких температурах.
В ноябре 1982 г. постановлением ВАК при Совете министров СССР Аджамову К. Ю. была присвоена степень доктора химических наук по специальности 02.00.15 — «Кинетика и катализ» (докторская диссертация посвящена теме «Молибденоксидные системы как катализаторы окисления низкомолекулярных олефинов»).
В 1985 г. постановлением ВАК СССР Кейкавусу Аджамову было присвоено звание профессора по специальности «Физическая химия».
За эти годы им проводилась не только научно-исследовательская работа, но также увидели свет учебные издания, посвященные физической химии, коллоидной химии, химическому равновесию, строению вещества, теоретическим основам химической кинетики, приготовления катализаторов, каталитическим процессам в нефтепереработке, а также азербайджано-англо-русский словарь терминов и т. д. Например, учебные пособия «Кинетика и катализ» и «Технология приготовления катализаторов и адсорбентов» впервые вышли на азербайджанском языке, автором которых также является Аджамов.
Кейкавус Аджамов являлся одним из организаторов Международных конференций «Тонкий органический синтез и катализ», проводимых в 1999, 2001 и 2004 гг.
Аджамов К. Ю. является автором более 450 научно-исследовательских работ, в том числе 50 патентов, 30 книг. Научные статьи Аджамова К. Ю. издавались в Азербайджане, России, США, Индии, Китае, Японии, Польше, Чехии, Египте, Сауд. Аравии, Гатаре, Турции и др.
Он являлся первым азербайджанским ученым, научные труды которого печатались на страницах всемирно признанного в области катализа журнала «Catalysis».
Подготовленные под его руководством ученые работают в разных уголках мира. Это представители США, Германии, Египта, Судана, Нигерии, Пакистана, Сирии, Марокко, Ливана, Мадагаскара, Иордании и ряда других зарубежных стран. Кейкавус Аджамов уделяет большое внимание подготовке научных кадров. Под его руководством получили «путевку в жизнь» 39 кандидатов наук и 6 докторов наук. В его лице азербайджанская наука была достойно представлена в Германии, Польше, Чехословакии, Индии, Иране, Пакистане, Китае, Алжире, Египте.
Кейкавус Аджамов всегда совмещал свою научную работу с организационной. Являлся членом Специализированного Совета D.01.021 и Д 01.031 по защите докторских работ при ИНХП. В период времени 1995—2000, в 2006 и до своей смерти являлся экспертом ВАК при Президенте Азербайджанской Республики. Он также являлся членом Республиканского Координационного Совета по научным исследованиям при НАНА, а также членом Совета по «Проблемам химии и переработки нефти» при Совете по проблемам научных направлений.
Благодаря своим глубоким научным познаниям, педагогическому таланту, скромности, человечности, он заслужил огромное уважение в научно-общественных кругах. С 2010 по 2020 гг. – профессор кафедры «Нефтехимическая технология и промышленная экология» Азербайджанского государственного университета нефти и промышленности (АГУНП).

## Научные труды
• Алхазов Т. Г., Аджамов К. Ю., Сафаров М. Г. Физическая химия. АзИНЕФТЕХИМ, 1973, 150 с.
• Алхазов Т. Г., Аджамов К. Ю., Сафаров М. Г. Курс коллоидной химии. АзИНЕФТЕХИМ, 1976, 150 с.
• Алхазов Т. Г., Мехтиев С. И., Поладов Ф. М., Багиев В. Л. Способ получения ацетона. Авт. свид. № 694489, 30.10.1979.
• Касумов Ф. Б., Аллахвердова Н. К., Штофермахер М. Б. Способ получения метилэтилкетона. Авт.свид. № 959383, 14.05.1982 .
• Əcəmov K.Y. Kinetika və kataliz. ADNA, 2004, 325 s.
• Əcəmov K.Y., Bağırova N.N., Məmmədxanova S.Ə., Hüseynova E.Ə. Katalizator və adsorbentlərin hazırlanma texnologiyası. Bakı, 2011, 298 s.

## Награды и премии
• Почетный член Американского Института Инженеров-химиков (1988 г.).
• «Почетный нефтяник СССР» (1989 г.).
• Действительный член Международной Академии Эко-Энергетики (1994 г.).
• Заслуженный Преподаватель Азербайджанской Республики (2000 г.).